# مات كروس
مات كروس (بالإنجليزية: M-Dogg 20)‏ هو مصارع محترف أمريكي، ولد في 31 ديسمبر 1980 في كليفلاند في الولايات المتحدة.

## وصلات خارجية
- مات كروس على موقع WrestlingData.com (الإنجليزية)
- مات كروس على موقع CageMatch worker (الإنجليزية)
- مات كروس على موقع قاعدة بيانات المصارعة على الإنترنت (الإنجليزية)
- مات كروس على موقع عالم المصارعة على الإنترنت (الإنجليزية)

- الموقع الرسمي